# Абыкь
Абыкь  — абхазский народный язычковый духовой музыкальный инструмент.  Абхазская труба, ее называют язычковая свирель типа рожка.
Длинная деревянная труба с изогнутым концом-  это рожки из коры лапины, мелкого ореха, конической формы. Это сигнальный инструмент.
Восстановлением инструмента занимался народный артист Абхазии Отар Георгиевич Хунцариа.

## Обрядовая культура
Считается древним по своему происхождению абхазским народным инструментом. Благодаря его фанфарным звукам, которые разносятся далеко, при помощи него объявляли военную тревогу. Игрой на инструменте начали созыв людей на праздник.
Сейчас труба вышла из употребления, но встречалась еще, как помнят очевидцы, во 2-й половине XIX в. при дворе последнего абхазского владетельного князя Михаила (Ахмут-бея) Чачба (Шервашидзе). Это сигнальный инструмент. Благодаря его фанфарным звукам, которые разносятся далеко, им объявляли военные тревоги, собирали общину на сход, созывали людей на полевые работы. Абыкь также употребляли и в религиозных целях. Священнослужитель — жрец оповещал трубными звуками о предстоящем молении.

Роль народных сходов Ш. Д. Инал-ипа в монографии «Абхазы» описывает так: 
«В деле регулирования общественных отношений особое значение имели народные собрания, где решались, важнейшие вопросы жизни общины и отправлялось правосудие. В случае необходимости народные собрания созывались трубным гласом под названием «абыкь». Народные сходы для обсуждения повседневных хозяйственных и других дел проводились в каждой сельской общине. Это были собрания взрослых мужчин, женщины на них обычно отсутствовали. Большую роль на собраниях играли старшины – влиятельные и опытные люди, не располагавшие, однако, никакой особой  властью. На собрания приходили по родам, или патронимиям» 

## Инструментальные коллективы
В современной Абхазии существует множество народных инструментальных ансамблей, которые исполняют композиции на абыки. Используется в оркестрах народных инструментов, самый известный ансамбль «Гунда»